# Annen-Polka

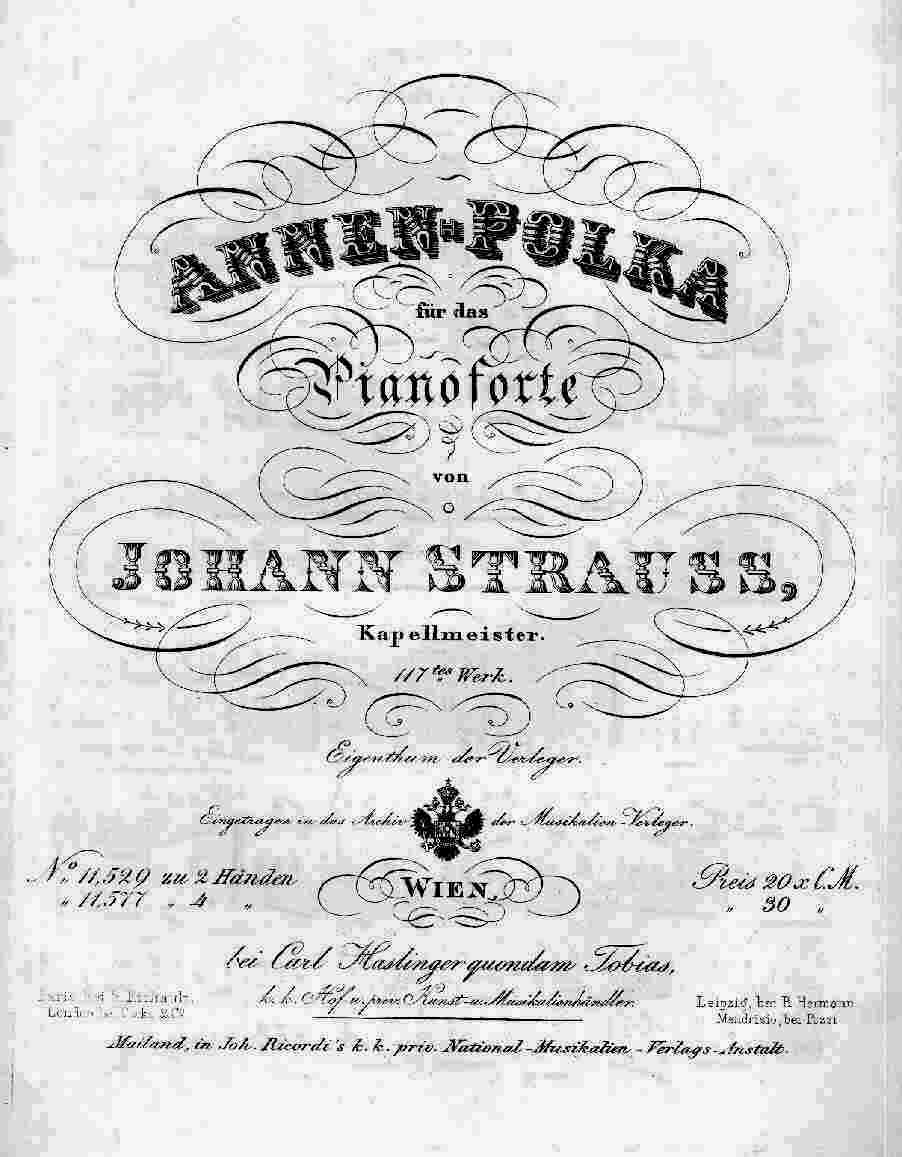
Edizione per pianoforte della Annen-Polka

Annen-Polka (Polka di Anna) op. 117, è una polka di Johann Strauss II.

## Storia
La Annen-Polka di Strauss ha avuto la sua prima rappresentazione nel giardino di uno edificio del Prater di Vienna chiamato Zum Wilden Mann ("L'uomo selvaggio" in tedesco).
La polka deve il proprio nome dalle celebrazioni per la giornata di Sant'Anna, ricorrenza che cade il 26 luglio 1852 (una delle più importanti festività del calendario viennese), anche se Johann presentò il suo nuovo lavoro due giorni prima, il 24 luglio, ad un festival all'aperto.
Un reporter della stampa commentò: